# Серовский завод ферросплавов

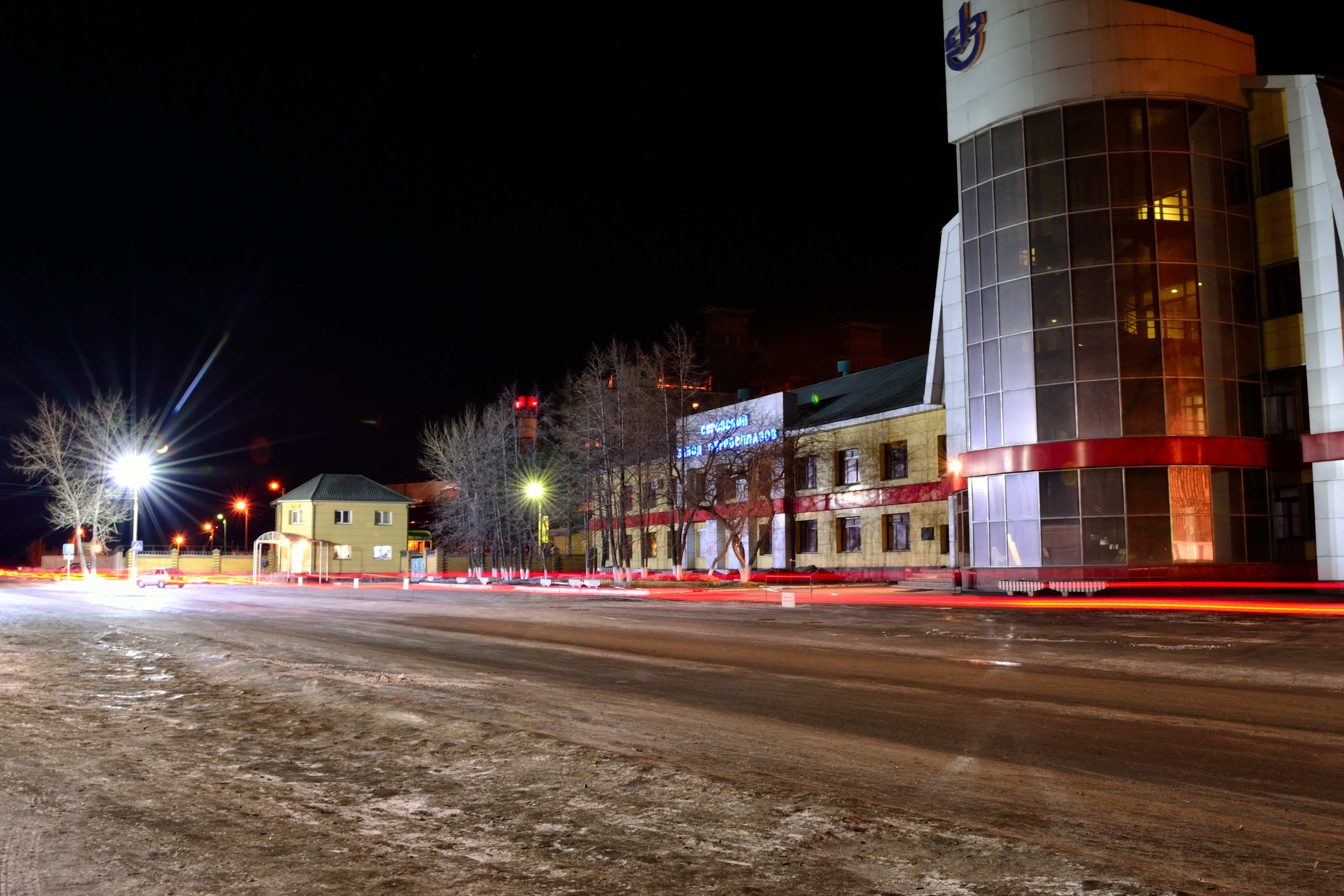
Серовский завод ферросплавов

Серовский завод ферросплавов (полное фирменное наименование: Акционерное Общество «Серовский завод ферросплавов». Сокращенное фирменное наименование: АО «СЗФ») — предприятие металлургического комплекса, расположено в городе Серове Свердловской области. Является вторым производителем ферросплавов в России после Челябинского ферросплавного завода. Дата государственной регистрации эмитента: 20 ноября 2002 года.

## Показатели
Ежегодный объём производства составляет более 200 000 тонн товарной продукции.

## Собственники
Серовский завод ферросплавов принадлежит ЧЭМК.

## История
15 января 1951 г. принято Постановление Совета Министров СССР № 203-75 о строительстве, по проекту Харьковского института «Гипросталь», на севере Свердловской области в г. Серове завода по производству ферросплавов электропечным способом.
В августе 1951 г. Комиссия Главного управления заводов качественной металлургии и ферросплавов «Главспецсталь» выбрала строительную площадку завода.
20 августа 1951 г. Решением № 1070 исполнительного комитета Серовского городского Совета депутатов трудящихся отведен земельный участок для строительства ферросплавного завода, расположенный в 2,5 км на север от центра города площадью 75 га.
16 июля 1958 г. — Комиссией Свердловского Совнархоза был подписан акт о приёмке и вводе в эксплуатации комплекса двух печей цеха № 1 Серовского завода ферросплавов.
22 июня 1958 года на печи № 1 цеха № 1 произведена первая плавка металла.
25 декабря 1961 г. в цехе № 2 — первая плавка среднеуглеродистого феррохрома бесфлюсовым методом с использованием 30 % силикохрома.
Ноябрь 1962 г. — ввод в эксплуатацию плавильного цеха N2
В 1962 г. — пущен в эксплуатацию цех обжига известняка
19 марта 1980 г. — Актом Государственной комиссии принят в эксплуатацию цех шлакопереработки (1 очередь). В 1981 завод награждён Орденом Трудового Красного Знамени.
1 февраля 1993 г. государственное предприятие Серовский завод ферросплавов преобразовано в акционерное общество.
19 мая 2016 г. изменено наименование на  АО  "Серовский завод ферросплавов"
26 февраля 2024 г. - Серовский завод ферросплавов передали государству.